# Turi Tímea
Turi Tímea (Makó, 1984. október 4. –) magyar költő, író, újságíró.

## Élete és munkássága
Makói születésű, érettségiig szülővárosában tanult, 2003-ban a Makói József Attila Gimnáziumban érettségizett. Felsőfokú tanulmányokat Szegeden folytatott, a Szegedi Tudományegyetem Bölcsészettudományi Karán kommunikáció és magyar szakon diplomázott 2008-ban. 2008/2009-es tanévtől az Irodalomtudományi Doktori Iskola Modern Magyar Irodalom alprogramjának PhD-hallgatója. 2004-től a Szegedi Egyetem című hetilap munkatársa. A Magyar Rádió külsős újságírójaként dolgozott. 2012-től a Magvető Könyvkiadó szerkesztője, 2017-től főszerkesztője.
Kisgyermekkorától ír verseket, kamaszkorától prózát. Kötődik a dél-alföldi tájhoz és emberekhez, korán bekapcsolódott a makói, majd a szegedi és az országos irodalmi életbe és újságírásba, s egyre több írása tudósít kulturális közéletünk jeles eseményeiről (például Kertész Imre látogatásáról a Szegedi Tudományegyetemen), s számos irodalomkritikai írása jelenik meg. Antológiák és szépirodalmi folyóiratok (többek között: Bárka, Híd, Holmi, Kalligram, Szőrös Kő, Tiszatáj, Új Forrás, Ex Symposion) közlik novelláit.

## Szépirodalmi publikációi

### Önálló kötetek
- „... gyereknek lenni…” (1997). Szeged, Dávid Kiadó
- Kiskamaszkönyv : [versek, történetek] (2000). Szeged, Bába és Tsa Kiadó. 119, [5] p. ill.
- Jönnek az összes férfiak : [versek]. (2012). Pozsony-Budapest, Kalligram Pesti Kalligram. 114, [5] p.[3]
- A dolgok, amikről nem beszélünk : [versek] (2014). Budapest, Magvető. 90 [5] p.[4]
- Anna visszafordul; Magvető, Bp., 2017 (Időmérték)
- Egyszerre egy beszéljen; Budakeszi, Prae, 2023

### Antológiákban
- Szegedtől Szegedig : antológia 1998, 1999, 2000, 2001, 2002, 2003, 2004, 2005, 2006, 2007, 2008
- „Naptestű szüzek, pásztorok, nyájak”, 2005[5]
- Déltenger, 2006
- Próbaidő. Palatinus Kiadó, 2009
- Rájátszás. Szívemhez szorítom; fel. szerk. Turi Tímea; Magvető–Kultúrkombinát, Bp., 2015 + CD

### Novellái irodalmi folyóiratokban
- Mesternovella Szőrös Kő, (2004)
- A férfi neve. Új forrás, (2004. június)
- Szél. Rózsa. Tövis. , Megmásítani a múltat. Bárka, (2004. augusztus)
- Üres vállfa, Költözés. Tiszatáj, (2005. augusztus)
- Néző (részlet). Híd, (2006. március)
- Viasz. Tiszatáj, (2006. június)
- Hagyaték, Kislány otthon. Tiszatáj, (2007. február)
- A pillangó érintése. Kalligram, (2007. december)
- Fekete-fehér. Holmi, (2008. július. )
- Saját dallam, Néma játék. Irodalmi centrifuga, (2009. március)[6]
- Zuhogó. Spanyolnátha, (2009. tavasz), Szeged szám[7]
- Szerelme Boldizsárnak. Kalligram, (2010. február)
- Költözés : (részletek). Szombat, (2010. február)

## Kritikai tevékenysége
- Vonal híján. A tárca megszólalásának lehetőségei Szív Ernő A vonal alatt című kötetének tükrében. Tiszatáj, 2007. augusztus)
- Hajnóczy háta. In CSERJÉS Katalin – GYURIS Gergely (szerk. ): Da capo al fine. Folytatódó párbeszédben. Hajnóczy-tanulmányok II. Szeged : Lectum Kiadó, (2008).
- Bevezetés a – hova is? Esterházy Péter Semmi művészet könyvéről. Tiszatáj, (2008. július)
- Kritikák A Hét című portálon:
  - A hálás olvasó. (KERESZTESI József: Hamisopera) (2008. február)[8]
  - Közös tanácstalanság (Egészrész. Fiatal költők antológiája) 2007. december[9]
  - A nem olvasás dicsérete (Pierre BAYARD: Hogyan beszélgessünk olyan könyvekről, amelyeket nem olvastunk?) (2007. november[10]
  - „Kórosan csak irodalmi” (Sopotnik Zoltán: Az őszinteség közepe) (2007. október)[11]
  - Levelező tagozat (Hogy írunk mi? Írói önvallomások és műhelytitkok) (2007. augusztus)[12]
  - Fecseg a mély (NÁDASDY Ádám: Az az íz) (2007. július)[13]
  - A kód szövedéke (TÓTH Krisztina: Vonalkód) (2006. december)[14]
- Kritika a Litera portálon: Ki az a Vrigaera? (Lanczkor Gábor: Vissza Londonba : Tizenegy hónap a National Galleryben és a Tate Modernben) (2008. június 23. )[15]
- Apokalipszis mindig. Kritika Spiró György Drámák. Átiratok 1. című könyvéről. Litera, (2008. október).[16]
- Nem elég hosszú. Kritika Csiki László Ajakír című regényéről. Litera, 2008. december.[17]
- 0,1. A számmisztika realitása avagy a megunt üveggolyók. (Etgar Keret: 19,99!) Pilpul, 2009. március 31. [18]
- Az irodalmon innen? (Szilágyi Zsófia: A továbbélő Móricz. ) Litera, (2009. április 18. )[19]
- Hazugság és formahűség. Az Ikrek hava mint az önéletírás születése. Tiszatáj, (2009. május)
- Tragédia, katarzis nélkül. (Tar Sándor: Te következel. ) Litera, (2009. május 17. )[20]
- A kritika mint közterület (Nagy Csilla: Magánterület) Műút, (2009. június)
- Budapest pusztulása, regények születése. (Spiró György: Feleségverseny) Műút, (2009)
- „Íly látomás szép a mezőn, de itt szemlélve más”. A látomás valóságtermészete Hajnóczy Péter A szakács című írásában. Tiszatáj, (2009. szeptember)
- A figyelemről : Beney Zsuzsa Rontás című kisregényéről. Parnasszus, ˙(2009. ősz)
- A nem létező bírálat. (Darvasi László: Virágzabálók) Tiszatáj, (2010. január)
- Mit kíván a magyar tárca? (Tóth Krisztina: Hazaviszlek, jó?) Műút, (2010. 14. szám)
- Kosztolányi kamerája. Újságírás és irodalom viszonya a Pesti utca írásainak tükrében. Tiszatáj, (2010. március)
- Szemérmes maszkok. A Drága Liv, a Követés és Az Argoliszi-öböl nyomában. Forrás, (2010. március)
- Vak tükrök. Képek és történetek Schein Gábor Egy angyal önéletrajzai című regényében. Híd, (2010. március)

## Társasági tagság
- József Attila Kör (2004–)
- Szegedi Szilánkok (2007–2010)
- Szépírók Társasága

## Díjai, elismerései
- Oroszlánköröm díj (1997)
- Próza kategória: I. helyezés. (2005) A Szabad Ötletek, SZTE BTK lapja irodalmi pályázatának antológiája.[21]
- OTDK,[22] Humán Tudományi Szekció, XX. századi magyar próza tagozat, 2. helyezés (2007)
- OTDK, Társadalomtudományi Szekció, Kommunikáció- és médiatudományi tagozat, 3. helyezés (2007)
- Sófi József Ösztöndíj (2008)
- Discipuli pro Universitate díj (2008)
- Király István-díj (2012)[23]
- Horváth Péter irodalmi ösztöndíj (jelölés) (2015)
- Móricz Zsigmond-ösztöndíj (2016)